# رودولفو جوسي دا سيلفا
رودولفو جوسي دا سيلفا هو لاعب كرة قدم برازيلي من مواليد 21 مايو 1992 ، يلعب في خط الوسط لعب سابقاً في نادي دبا الإماراتي.

## روابط خارجية
- رودولفو جوسي دا سيلفا على موقع قاعدة بيانات كرة القدم.إي يو (الإنجليزية)
- رودولفو جوسي دا سيلفا على موقع Soccerway.com (الإنجليزية)